# Мінога українська
Міно́га украї́нська (Eudontomyzon mariae) — вид круглоротих, найпоширеніший вид прісноводних міног в Європі. Один із 4 видів роду, один із 2 видів роду у фауні України. Раритетний вид, занесений до Червоної книги України та ряду інших природоохоронних документів.

## Опис

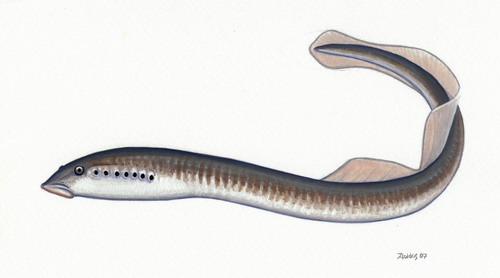
Малюнок міноги української

Доросла мінога має довжину до 20 см, масу до 17 г. Самиці дещо товщі за самців. Верхня частина голови, боків тіла і спина темно-сірі, попелясті або чорні, боки і черево сірувато-білі з сріблястим або перламутровим вилиском. Дорослі особини зазвичай не харчуються, але інколи здатні присмоктуватися до риби та пити її кров.
Личинки, не схожі на дорослих особин та нагадують напівпрозорих червів. Відрізняються від дорослих особин меншим розміром голови, ротом у вигляді трикутної щілини, без рогових зубів, плавці розвинені слабко, очі малопомітні та вкриті шкірястою плівкою. Зазвичай мають коричнювато-сіруваті спину і верхню частину боків тіла, жовтувато-білуваті нижні частини боків і черево.

## Поширення

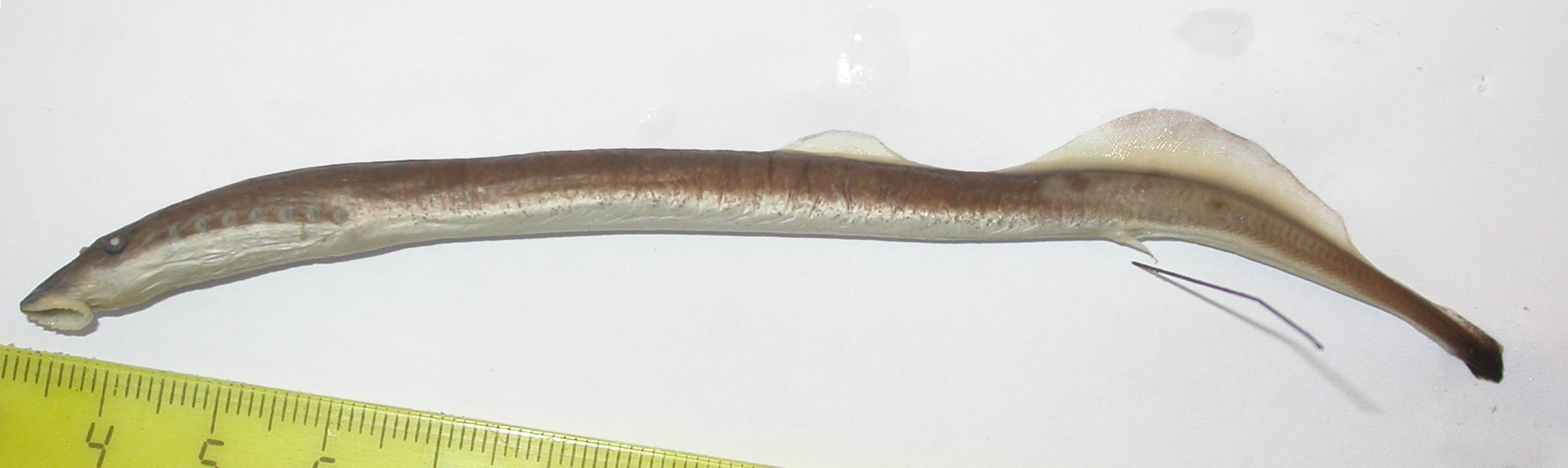
Мінога українська, вселенець у басейні Волги

Поширена у річках басейнів морів Азовського, Балтійського і Чорного. Існують дані про присутність цього виду у басейнах Адріатичного і Егейського морів, однак для цих водойм вказуються інші представники роду, зокрема Eudontomyzon stankokaramani і Eudontomyzon hellenicus. Як вселенець відзначена у басейні Волги.
В Україні відзначається в басейнах річок Міус, Сіверський Донець, Дніпро, Дністер, Прут, Сірет, у дельті Дунаю, можливо у Південному Бузі.
У балтійському басейні поширена у басейнах річок Одра, Вісла і Німан. У Дунаї ареал пролягає до Залізних Воріт, а також одна знахідка відома з верхньої Морави, Чехія.

## Місця перебування. Чисельність
Мінога українська населяє річки і струмки гірської і передгірської зон, а також рівнинних рік.
Дорослі особини живуть на чистих ділянка, добре насичених киснем, із швидкою течією і дещо замуленим кам'янистим і гравійно-піщаним дном, личинки — у місцях з повільною течією та добре замуленим дном. Личинки тримаються на глибинах до 0,5—1 м, де закопуються в ґрунт.
Чисельність виду в Україні залишається низькою. Мінога практично зникла в корінному руслі Дніпра, Дністра, Сіверського Дінця, зрідка трапляється в їх притоках. Основними причинами зниження чисельності є порушення типових біотопів у результаті зміни гідрологічного, хімічного та біологічного режимів водойм, спричиненої господарською діяльністю.

## Розмноження. Розвиток

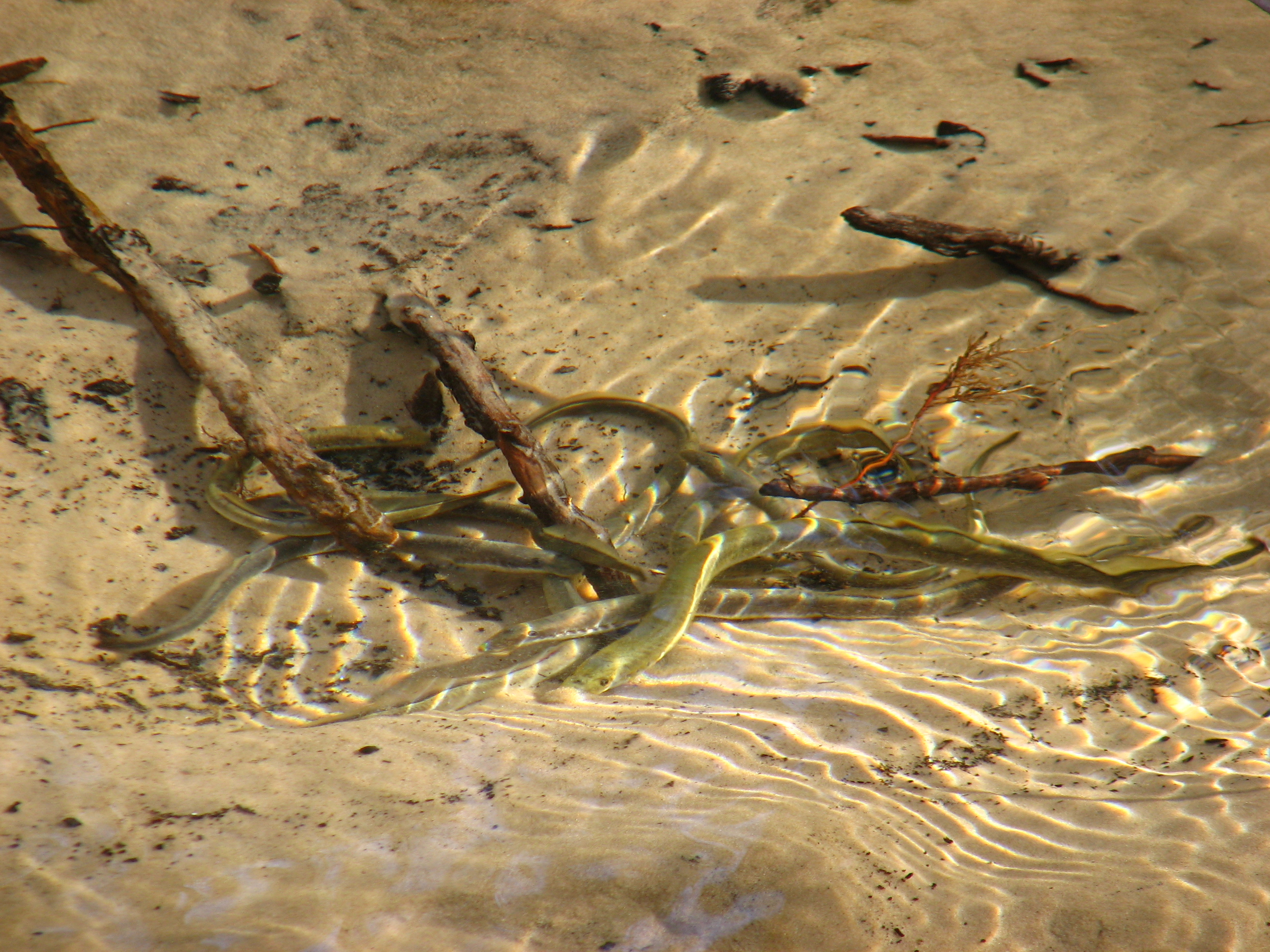
Нерестова яма міног

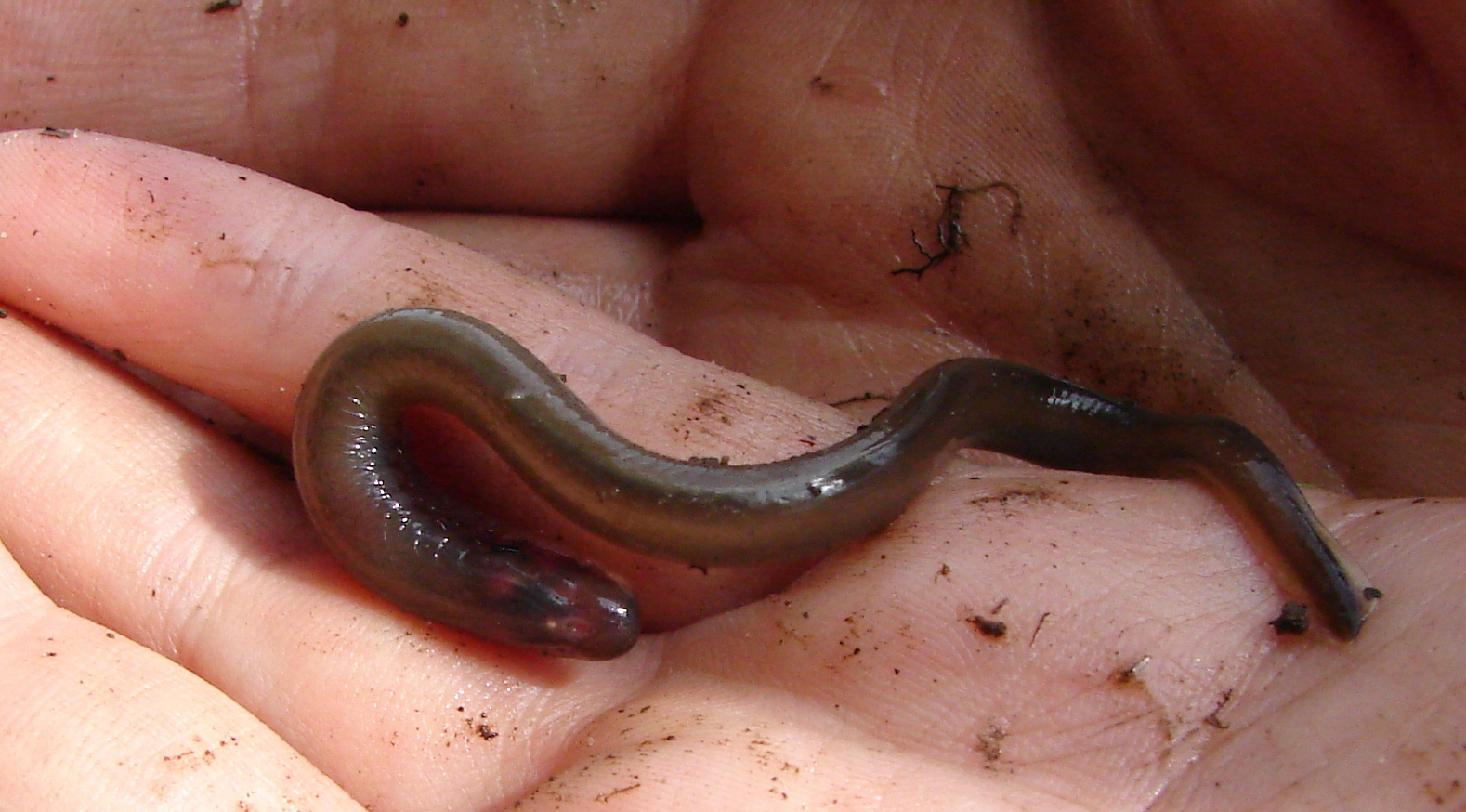
Личинка міноги української — піскорийка

Нерест проходить у квітні або травні, коли вода прогрівається до 11 —16 °C, у сонячну погоду. Самець будує гніздо (заглиблення в ґрунті), туди відкладається ікра, яка одразу запліднюється. Плодючість від 2 до 7 тис. ікринок діаметром 0,7 — 1,6 мм. Після нересту дорослі особини помирають.
Личинки, що з'являються з ікри, живуть на прибережних спокійних ділянках річок, що вкриті рослинністю. Більшість часу проводять, занурившись у мул, де харчуються детритом та водоростями. У товщу води виходять тільки уночі. Розвиваються протягом 5—6 років, на останньому році розвитку мають більшу довжину (до 22 см) та вагу, ніж дорослі особини. Метаморфоз продовжується 4—5 тижнів, при цьому тіло укорочується, з'являються очі, змінюється забарвлення. Статевої зрілості досягає через 6 — 7 місяців після метаморфозу.

## Охорона
Вид занесений до Червоної книги України (охоронна категорія: зникаючий), а також до Європейського Червоного списку (вразливий), Додатку III і Резолюції 6 Бернської конвенції, для яких Україна створює Смарагдову мережу, а також до Директиви Європейського Союзу 92/43/ЄС «Про збереження природних оселищ та видів природної фауни і флори» (Додаток II. Види рослин і тварин, що становлять особливий інтерес для Європейського Союзу, збереження яких потребує створення територій особливої охорони). На значній частині ареалу стан природних популяцій виду залишається більш-менш стабільним. Саме тому він, згідно Червоного списку МСОП, отримав охоронну категорію «відносно благополучний вид».
Основними заходами збереження і відновлення чисельності популяцій виду є заборона вилову, виявлення типових місць перебування і встановлення там заповідного режиму.

## Практичне значення
Промислового значення не має. Личинка використовується рибалками як наживка на хижі види риб.

## Близькі види
У карпатських і прикарпатських річках мешкає близький вид — мінога карпатська (Eudontomyzon danfordi), яка відрізняється від міноги української меншими розмірами і будовою зубів.